# Cartaco di Lismore
Cartaco (555 circa – Lismore, 14 maggio 638) è ritenuto il fondatore e primo vescovo della sede di Lismore. Il suo culto come santo è stato confermato da papa Leone XIII nel 1902.

## Biografia
Nacque attorno al 555 da Fingen, della tribù dei Ciarregi della contea di Kerry. Cambiò il suo nome, Mochuda, in Cartaco e nel 580 divenne sacerdote.
Condusse vita eremitica con alcuni compagni a Kiltallagh, poi entrò nel monastero di Bangor e nel 595 fondò il monastero di Rahan, di cui fu abate: espulso da Rahan con tutta la sua comunità, si ritirò nei pressi del fiume Blackwater dove fondò l'abbazia di Lismore, attorno a cui si sviluppò presto una città di cui Cartaco fu il primo vescovo.

## Il culto
La sua tomba fu riscoperta nel 1891.
Papa Leone XIII, con decreto del 19 giugno 1902, ne confermò il culto con il titolo di santo.
Il suo elogio si legge nel martirologio romano al 14 maggio.